# 比福德鎮區 (北卡羅萊納州尤寧縣)
比福德鎮區（英語：Buford Township）是位於美國北卡羅萊納州尤寧縣的一個鎮區。

## 地方資料
比福德鎮區的面積為255.89平方千米，皆為陸地。根據2020年美國人口普查的數據，當地共有人口10115人，而人口密度為每平方千米39.53人。